# Le rossignol
Le rossignol (L'usignolo) o Solovej è una fiaba musicale in tre atti con musica di Igor' Fëdorovič Stravinskij scritta fra il 1907 e il 1914. È la prima opera teatrale del musicista ed è anche uno dei suoi lavori più affascinanti. Il libretto si basa su una favola di Hans Christian Andersen, L'usignolo dell'imperatore ed è stato scritto dal compositore stesso e da Stepan Mitussov.

## Storia
Stravinskij scrisse il primo dei tre atti che compongono l'opera tra il 1907 e il 1909, anno in cui ricevette l'incarico da Sergej Djagilev di scrivere un balletto originale tratto dalla vecchia fiaba russa dell'Uccello di fuoco. L'impresario, che aveva già potuto apprezzare la bravura del compositore russo ne lo Scherzo fantastique e in Feu d'artifice, gli affidò la partitura per i Balletti russi, incarico che Stravinskij accettò immediatamente. Le rossignol venne così abbandonato e rimase nel dimenticatoio finché nel 1913 il Teatro Libero di Mosca non invitò il musicista a completarlo.
Stravinskij esitò molto prima di accettare la commissione, infatti era per lui quasi impossibile, dopo quattro anni, riprendere un lavoro e continuarlo con lo stesso stile di allora dopo le esperienze musicali e le innovazioni di Petrushka e soprattutto de Le sacre du printemps. Il linguaggio e la tecnica del musicista erano profondamente mutati e non era possibile tornare indietro. Non volendo modificare il primo atto, egli decise di lasciarlo così come era e continuare la composizione col rischio, però, di una disomogeneità del lavoro; completò, nel giro di un anno, il secondo e terzo atto e l'opera fu terminata nei primi mesi del 1914. Solo allora il compositore seppe che nel frattempo il Teatro Libero di Mosca aveva chiuso; chiese perciò a Sergej Djagilev di includere Le rossignol nel repertorio dei Balletti Russi di allora. L'impresario stava infatti allestendo in quel periodo il Gallo d'Oro di Rimskij-Korsakov. Le rossignol entrò a far parte del cartellone di quell'anno e fu rappresentato per la prima volta all'Opéra di Parigi il 26 maggio 1914 con la scenografia di Alexandre Benois e la direzione di Pierre Monteux.
La rappresentazione non ebbe una grande accoglienza dal pubblico e, come dice il compositore stesso, "fu un insuccesso, solo nel senso che non riuscì a creare uno scandalo". In effetti, dopo il Sacre, da Stravinskij ci si sarebbe aspettato un altro lavoro innovativo e dirompente sull'esempio del precedente.  Nel 1917 Stravinskij ricavò dall'opera un poema sinfonico intitolato Le chant du rossignol, utilizzando solo il secondo e terzo atto proprio per avere uno stile uniforme. Successivamente, nel 1920, Djagilev realizzò un balletto da quest'ultima versione con la coreografia di Léonide Massine e le scene di Henri Matisse.

## Trama
L'opera è ambientata nell'antica Cina. Il Pescatore in scena è rappresentato da un mimo, mentre il cantante si trova in orchestra come pure il soprano che interpreta l'usignolo. 

### Primo atto
In riva al mare, poco prima dell'alba, un pescatore ricorda la voce dell'usignolo che dava sollievo alle sue pene. All'improvviso ecco che risente il canto meraviglioso dell'uccellino. Sulla spiaggia giungono i cortigiani dell'Imperatore lì condotti da una giovane cuoca che conosce il luogo dove canta l'usignolo. Gli sprovveduti dignitari scambiano il canto melodioso con il muggito di una mucca e poi con il verso di una rana, finché la cuoca non indica loro la provenienza del canto. Il ciambellano chiede allora all'uccellino di recarsi a corte per allietare le orecchie dell'Imperatore. L'usignolo accetta l'invito, ma ricorda però che il suo canto deve rimanere libero. 

### Secondo atto
Il secondo atto si apre con una processione che annuncia l'arrivo dell'Imperatore; questi fa il suo ingresso seduto su di un baldacchino e ordina all'usignolo di cantare. Il suono della sua melodia commuove profondamente l'imperatore e fa piangere gli altri ascoltatori mentre alcune sciocche dame tentano invano di imitare il canto. L'usignolo viene interrotto dall'arrivo di tre ambasciatori dell'imperatore giapponese. Questi ha inviato in dono all'imperatore della Cina un usignolo meccanico che comincia a cantare. Il sovrano mostra subito un grande entusiasmo per questi suoni nuovi, molto diversi ed artificiali rispetto alle dolci melodie udite prima. L'usignolo, indignato, abbandona il palazzo, causando le ire dell'Imperatore che lo bandisce dal regno e nomina l'usignolo meccanico "primo cantante".

### Terzo atto
L'Imperatore della Cina è molto malato e vicino alla fine. Accanto al capezzale del sovrano si erge la figura della Morte. L'Imperatore invoca allora l'usignolo, riconoscendo che solo il bel canto di quest'ultimo potrà guarirlo. L'usignolo arriva per dare sollievo all'Imperatore ed inizia a cantare. La sua melodia fa commuovere persino la Morte che accetta di allontanarsi  dalla scena. Il sovrano riconquista lentamente le sue forze, nomina il vero usignolo "primo cantante" e vorrebbe che questi diventasse dignitario della corte. L'usignolo, però, soddisfatto delle lacrime dell'Imperatore, declina l'offerta e gli promette di cantare per lui ogni sera, dal crepuscolo fino al tramonto, a patto di restare per sempre libero.

## Analisi
Il giovane Stravinskij era stato allievo di Nikolaj Rimskij-Korsakov e i suoi primi lavori risentono dell'influenza del maestro; anche Le rossignol, soprattutto nella scelta del soggetto favolistico, fa ancora parte di quelle opere nate nell'ambito musicale di quel periodo. Stravinskij, però, con la sua indiscussa personalità, riesce già a scostarsi da certi stereotipi della tradizione russa per il suo stile particolare e ironico. La notevole differenza che l'opera presenta tra il primo atto e gli altri due, dovuta al lasso di tempo intercorso nella composizione, viene in certo qual modo genialmente spiegata dall'autore sottolineando il fatto che l'azione scenica vera e propria prende avvio soltanto nel secondo atto, mentre il primo assume una funzione di prologo; inoltre la parte iniziale, con le sue atmosfere rarefatte all'approssimarsi dell'alba, il canto sognante del pescatore, i trilli ed i gorgheggi melodici dell'usignolo, l'atteggiamento cerimonioso e buffo dei cortigiani, sono ben lontani dalla pomposità barocca della corte dell'Imperatore con i suoi luccichii, le sue feste ridondanti e il suono artificioso dell'usignolo meccanico. Rispetto alla favola di Andersen la necessità scenica, dettata dalla trasposizione musicale della stessa, ha fatto sì che il compositore ponesse l'attenzione sul canto dell'usignolo; nella fiaba la melodia semplice e naturale dell'uccellino era in contrapposizione con l'artificiosità di un ambiente basato sulla ricchezza ed i fasti; nell'opera di Stravinskij tutta l'attenzione è incentrata sulla straordinaria capacità canora dell'usignolo i cui gorgheggi raffinati contrastano con l'aspetto sì pomposo, ma anche grezzo e buffonesco della corte imperiale.

## Organico orchestrale
Ottavino, due flauti, due oboi, corno inglese, tre clarinetti, tre fagotti, quattro corni, quattro trombe, tre tromboni, basso tuba, timpani, piatti, triangolo, tamburo militare, grancassa, tamburello basco, due campanelli, tam-tam, due arpe, celesta, pianoforte, chitarra, mandolino, archi.

## Principali rappresentazioni
- 1972 - Teatro La Fenice - Diego Masson (direzione), Claude Gicquère (regia), Colette Copin (scene e costumi), Jean Pierre Chevalier (il Pescatore), Patricia Dupont (l'usignolo), Georges Jollis (Il Bonzo), Michel Hubert (il Ciambellano)

- 2012 - Teatro Lirico di Cagliari - Maurizio Colasanti (direzione), Thomas Moschopoulos (regia), Dionysis Fotopoulos (scene e costumi), Blagoj Nakosky (il Pescatore), Valentina Farcas (l'usignolo), Arutjun Kotchinian (Il Bonzo), Maurizio Lo Piccolo (il Ciambellano)